# Boris Brejcha
Boris Brejcha (Ludwigshafen am Rhein, 26 de noviembre de 1981) es un disc-jockey y productor alemán. Él mismo ha definido su estilo como una evolución del Minimal techno y es actualmente conocido por ser uno de los exponentes más importantes del género

## Biografía
Boris Brejcha nació en Ludwigshafen (Alemania) en 1981, en su infancia tuvo que vivir algunos golpes del destino. A la edad de seis años, resultó gravemente herido en el desastre aéreo de Ramstein y pasó meses en el hospital. Hoy, todavía tiene cicatrices extensas de las quemaduras graves.
Boris Brejcha desde su infancia mostró aptitudes musicales al aprender a tocar batería al lo que posteriormente tocaría en una banda durante medio año. Poco tiempo después, a través de un compañero de clase escuchó un CD del evento de techno holandés Thunderdome, lo que significó su primera experiencia con el género. A la edad de doce años, empezó a producir música electrónica aunque no contaba con representación de ningún sello discográfico.
En 2006, finalmente comenzó su carrera como productor de techno con el sello Autist Records con sus dos singles Monster y Yellow Kitchen. En el mismo año tuvo su primera aparición como DJ en el Festival Universo Parallelo en Brasil . Un año más tarde fue nombrado "Talento excepcional 2007" por la revista Raveline.
En 2015, Brejcha fundó después de varios años de cooperación exitosa con la discográfica Harthouse su propio sello discográfico, al que llamó Fckng Serious. Además de él, los músicos Deniz Bul, Ann Clue y el dúo Theydream están bajo contrato con la etiqueta.

## Discografía

### Álbum de estudio y Recopilatario
- 2007: Die Maschinen Kontrollieren Uns
- 2008: Mein Wahres Ich
- 2010: My Name Is
- 2011: My Name Is – The Remixes
- 2013: Feuerfalter – Part01
- 2014: Feuerfalter – Part02
- 2014: Feuerfalter – Special Edition
- 2016: 22
- 2016: Dj Mixes Single Tracks
- 2018: Faze #74: Boris Brejcha
- 2020: Space Diver
- 2020: Thunderstorm
- 2021: Never Stop Dancing

### Singles
- 2006: Monster ft Cyshit
- 2006: Yellow Kitchen
- 2007: Fireworker Remixes
- 2007: White Snake
- 2007: Monster in the Box – Remixes
- 2007: Outer Space
- 2007: Die Maschinen Sind Gestrandet
- 2007: Die Milchstrasse
- 2007: Who Is Your Man
- 2008: Lost Memory
- 2008: Aquilah
- 2009: Joystick
- 2009: Commander Tom
- 2009: Magic Gum
- 2009: Schaltzentrale
- 2010: Diffusor
- 2011: Sugar Baby
- 2011: James Bond
- 2011: Rührschüssel
- 2012: Schaltzentrale – The Remixes
- 2012: Farbenfrohe Stadt
- 2012: Der Mensch Wird Zur Maschine
- 2012: That's The Funky Shit
- 2013: Der Alchemyst
- 2013: We Go
- 2013: Everybody Wants To Go To Heaven
- 2014: Hashtag
- 2015: SAW
- 2015: Schleierwolken
- 2015: R U FCKIN SERIOUS
- 2015: I Am The Joker
- 2015: Everybody Wants To Go To Heaven – Remixes
- 2015: Young And Stupid
- 2015: S.P.A.C.E.
- 2016: Out Of Brain
- 2016: Acid Attack
- 2016: Sir Ravealot
- 2016: FEAR
- 2017: Space Gremlin
- 2017: Bleeding Heart
- 2018: Our Broken Mind Embassy – Boris Brejcha Remix
- 2018: Devil
- 2019: Gravity
- 2019: Happinezz
- 2019: Butterflies
- 2019: Never Look Back
- 2019: Liesblingsmensch
- 2020: To The Moon And Back
- 2020: Violet Pill
- 2020: Puzzle (Feat. Malena Maria)
- 2021: Spicy (Feat. Ginger)
- 2021: House Music (Feat. Arctic Lake)
- 2021: Twisted Reality
- 2021: Never Stop Dancing (Feat. Ginger)
- 2022: Up Down Jumper
- 2022: I Want You (Feat. Ginger)
- 2022: Timelapse
- 2022: Captain Nemo
- 2023: Atomic Heart
- 2023: Level One
- 2023: Space X
- 2023: Vienna (Feat. Malena Narvay)